# 白山駅 (新潟県)

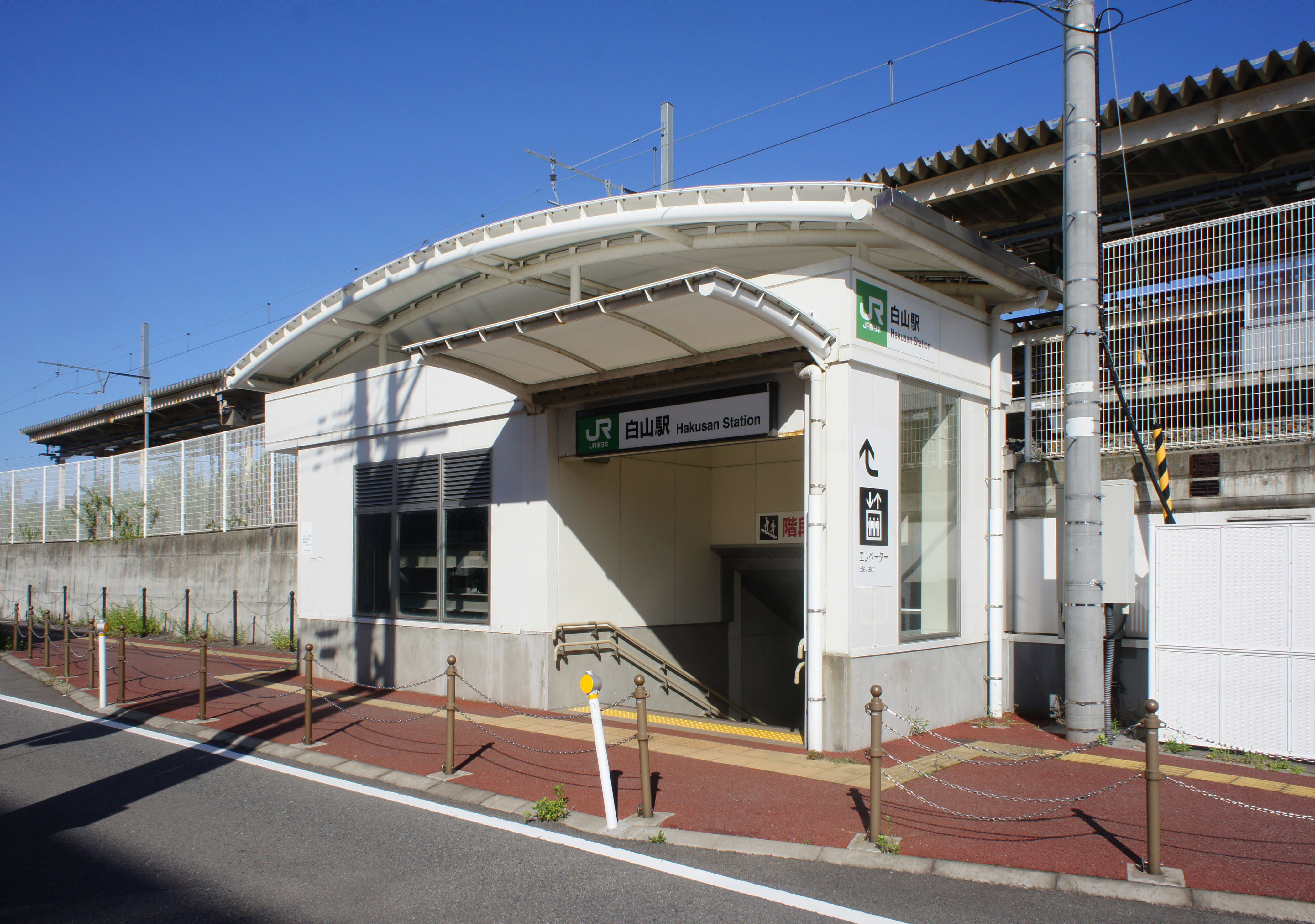
南口（2021年9月）

白山駅（はくさんえき）は、新潟県新潟市中央区白山浦二丁目にある、東日本旅客鉄道（JR東日本）越後線の駅である。

## 歴史
- 1912年（大正元年）8月25日：越後鉄道 吉田 - 白山間開業と同時に設置。当時の所在地は現在の新潟市立鏡淵小学校付近[1]。
- 1927年（昭和2年）10月1日：越後鉄道が国有化、柏崎 - 白山間全線が国鉄越後線所属となる[2]。
- 1943年（昭和18年）11月1日：信越本線（貨物支線） 新潟 - 関屋間が開業。小口扱い貨物の取り扱いを廃止[2]。
- 1951年（昭和26年）
  - 6月25日：新潟 - 関屋間の旅客営業を開始[3]。
  - 12月15日：貨物支線を越後線に統合、白山駅を支線上に移転し、関屋 - 白山間の旧線を廃止[4]。同時に貨物の扱いを廃止（手続上は旧線を廃止したうえで支線上に白山駅を新設する形となったため、JR東日本はこの日を当駅の開業日としている）。
- 1964年（昭和39年）
  - 6月16日：新潟地震で被災。関屋 - 白山間で路盤陥没など大きな被害を受ける。
  - 11月1日：復旧により複線での使用を開始[新聞 1]。
- 1978年（昭和53年）12月：新潟鉄道管理局直営の飲食店「ミディショップ」開店[新聞 2]。
- 1984年（昭和59年）2月1日：荷物の扱いを廃止[2]。
- 1987年（昭和62年）4月1日：国鉄分割民営化に伴い、東日本旅客鉄道（JR東日本）の駅となる[2]。
- 2004年（平成16年）
  - 秋：発車ベルの運用開始（ただし、ワンマン列車は使用しない）。
  - 12月9日：自動改札機の供用を開始[報道 1]。
- 2006年（平成18年）1月21日：ICカード「Suica」の利用が可能となる[報道 2]。
- 2010年（平成22年）：JR東日本と新潟市による「新潟駅付近連続立体交差事業白山工区」および「白山駅周辺整備事業」の一環として、駅舎改修に着工。
  - 12月18日：指定席券売機の供用を開始[報道 3]。
- 2013年（平成25年）9月1日：現駅舎と上りホーム（3・4番線）の供用を開始[報道 4]。南北自由通路の暫定供用を開始[報道 4]。
- 2014年（平成26年）3月：南北自由通路が全面竣工。北口側出入口とエレベーターの供用を開始。

### 白山駅周辺整備事業
2013年（平成25年）夏までの旧駅舎には線路の南北を直接往来する手段がなく、歩行者は駅東側で越後線をアンダーパスする白山跨道橋の歩道を経由して大きく迂回せねばならなかったため、特に駅南側の利用者からは不便を訴える声が多かった。加えて新潟市は2008年（平成20年）春、市域内の交通円滑化を目的に策定した短中期計画「にいがた交通戦略プラン」において「越後線の利便性向上」を重点プロジェクトの一つに指定していた 。
新潟市とJR東日本新潟支社では、現在進められている新潟駅付近連続立体交差事業において、新潟駅のホーム数が事業着手前の4面7線から、高架化後は3面5線に減少するのに伴って輸送力を確保するため、白山駅に上りホーム1面と上り線1線を増設し、旧上り線を中線化して上下双方のホームで挟む計2面3線へ改修する工事を行うこととなった。これに合わせて駅舎及び駅周辺も、駅利用環境の改善と交通結節機能の強化を目的に、駅舎の半地下化と南北自由通路の新設、駅前広場と周辺道路の拡張など大規模な改修が行われることになり、2008年（平成20年）3月から事業着手し、2010年度（平成22年度）から各工程に本格着工した。
着工当初は2012年度（平成24年度）中の一部供用開始、2013年度（平成25年度）中の全面竣工を予定していたが、駅前広場周辺の一部地主が立ち退きに難色を示すなどしたため計画修正を行ったのに加え、連続立体交差事業そのものも工期が遅延していることから竣工時期は1年ずつ先送りとなり、一部供用開始は2013年度（平成25年度）中、全面竣工は2014年度（平成26年度）中に修正された。
2013年（平成25年）夏に上りホームと現駅舎が竣工、南北自由通路も北口側出入口付近を除く大部分が竣工。9月1日の始発列車から供用を開始し、南口が新設された。北口側は旧駅舎が支障物件となっていたため仮設出入口による暫定供用となったが、旧駅舎を同月中に撤去したうえで北口側出入口と駅前広場の施工を開始し、北口側出入口は2014年（平成26年）3月に竣工、南北自由通路の全面供用を開始した。その後も引き続き駅前広場の拡張などが行われ、2015年（平成27年）9月5日のBRT萬代橋ライン開業により路線バスの乗り入れを開始した。当初、連節バスも乗り入れる想定で建設されたが、遅延などを理由に白山駅前バス停を通過することとなり、現状は通常のバスだけが乗り入れるだけである。

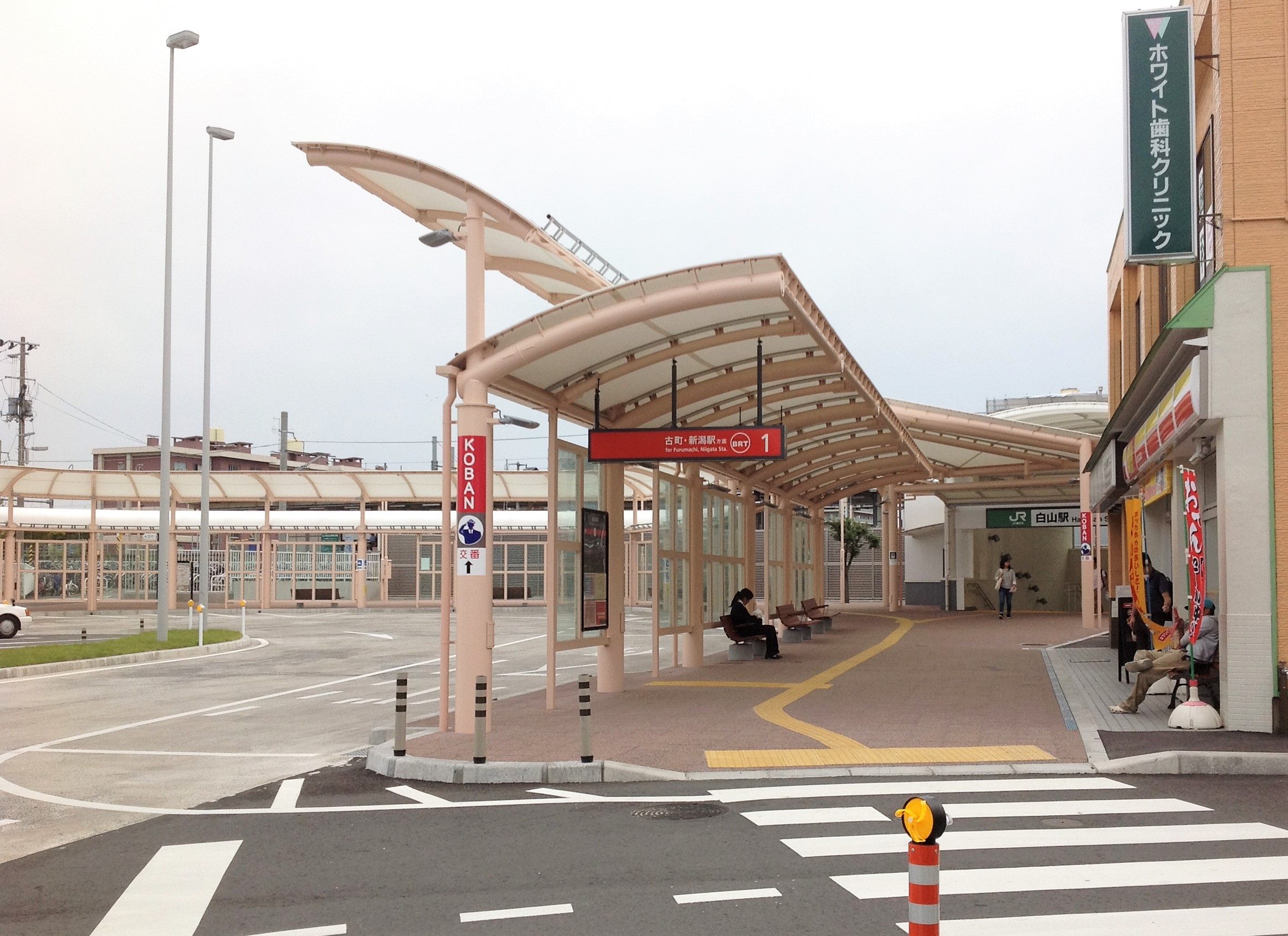
白山駅前広場（2015年9月）
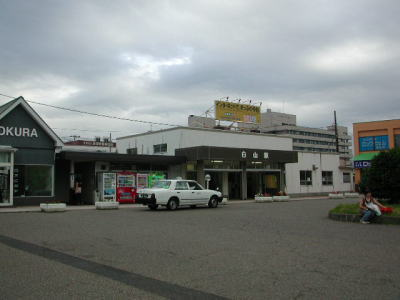
撤去された北口側の旧駅舎（2004年7月）

## 駅構造
築堤上に大きくカーブした島式ホーム2面3線を有する地上駅である。ホーム2面の間の1線を両ホームで共用する。駅舎はホーム下の地下に設けられ、改札口に面して駅南北を縦貫する自由通路が設けられている。
新潟駅が管理する業務委託駅で、駅業務はJR東日本新潟シティクリエイト（JENIC）が受託している。自動改札機ではSuicaなどのICカードが利用可能である。改札口周辺には電光掲示による発車標、有人改札口を兼ねるみどりの窓口、自動券売機、指定席券売機、のりこし精算機（改札内）のほか、自動販売機などが設けられている。また、改札内コンコースには待合室、トイレ、自動販売機などが設けられている。なお、ホームには発車メロディが導入されている。このほか、バリアフリー対策として、上下各ホームにエレベーターとエスカレーターのほか、改札内コンコースには誘導チャイムが設置されている。なお、トイレにはオストメイトに対応した多機能トイレが併設されている。
自由通路（白山駅地下自由通路）は新潟市中央区建設課が管理しており、バリアフリー対策として改札口正面には触地図を備えた周辺地図が、階段付近等に誘導チャイムが設置されている。また、北口側・南口側ともにエレベーターが各1基設置されている。
現在の駅舎は2013年（平成25年）9月1日から供用が開始された。現駅舎と南北自由通路は、白山駅周辺整備事業の一環で整備された。事業着手前のホーム構造は島式ホーム1面2線（現在の下りホーム側）で、北側の駅舎と地下通路で連絡していた。その後、工程の進捗に伴って、2010年（平成22年）10月30日から地下通路を閉鎖したうえで仮設跨線橋の供用を開始し、現駅舎開業まで旧駅舎が運用された。

### のりば
| 番線 | 路線    | 方向 | 行先           |
| ---- | ------- | ---- | -------------- |
| 1・2 | ■越後線 | 下り | 新潟方面       |
| 3・4 | ■越後線 | 上り | 内野・吉田方面 |

- 2・3番線に挟まれた中線は上り・下りとも発着可能であり、2013年9月28日のダイヤ改正から両方向の一部の定期列車で使用されている。今後は主に新潟方面からの折り返し列車の発着を予定している。

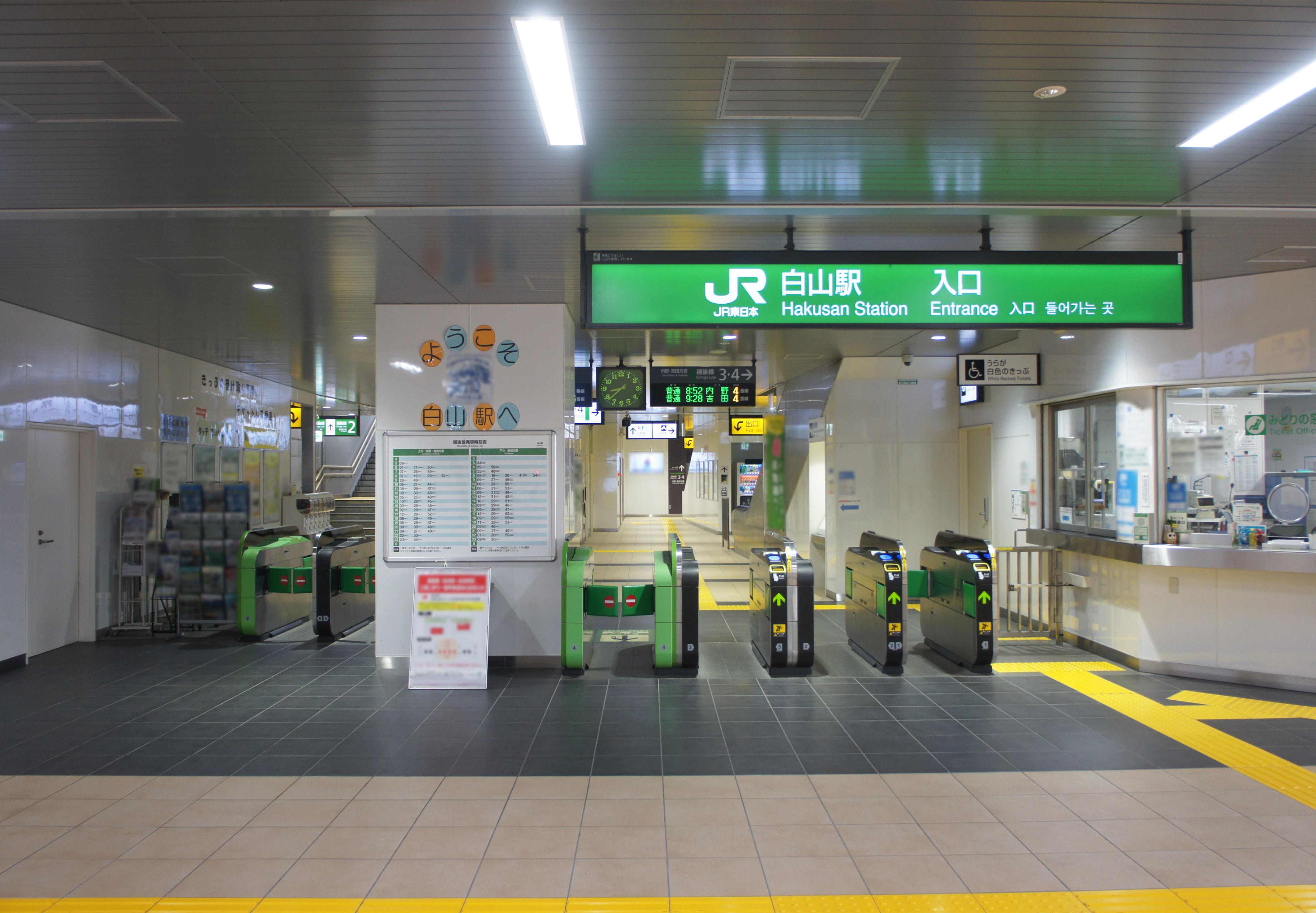
改札口（2021年9月）
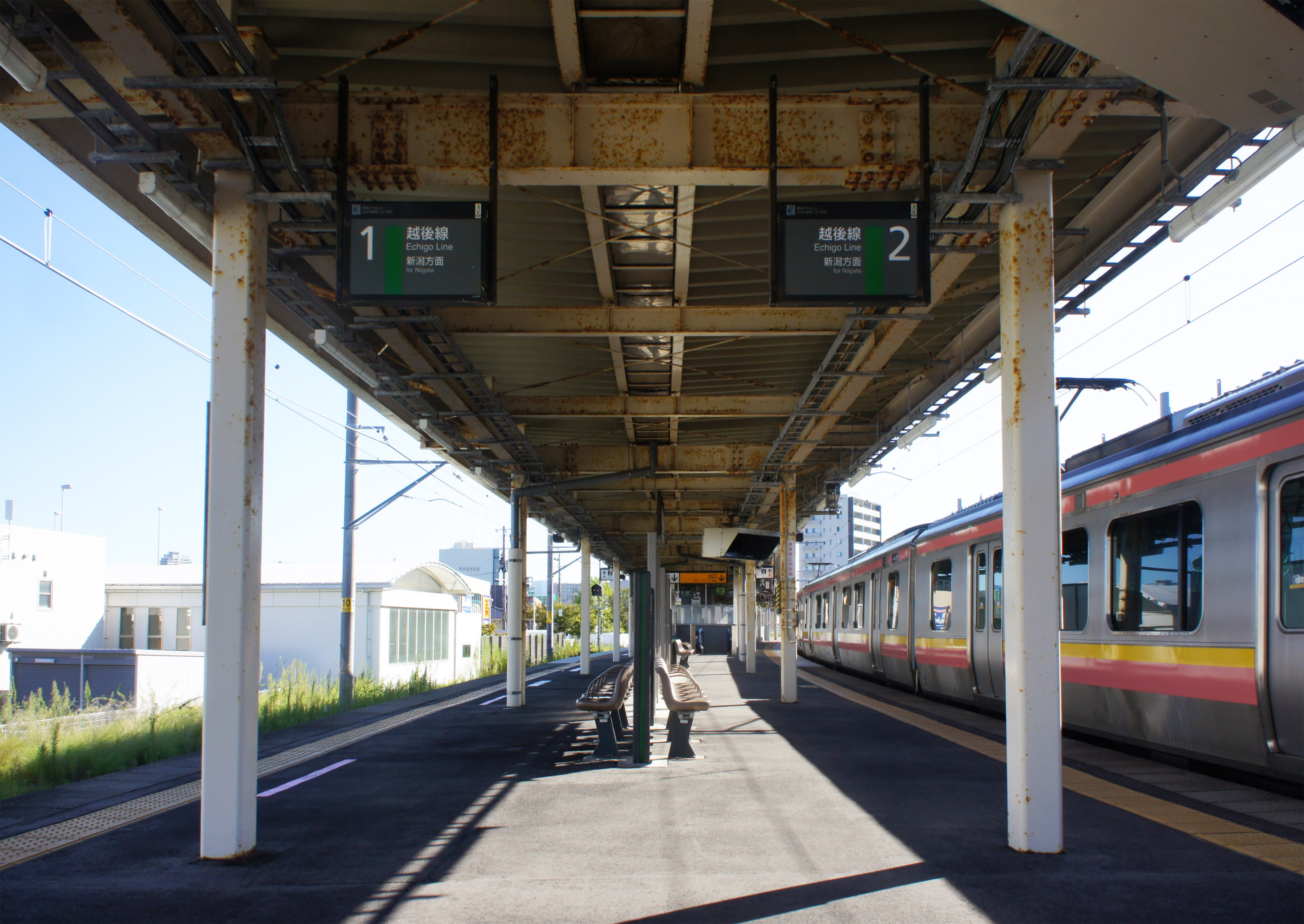
1・2番線ホーム（2021年9月）
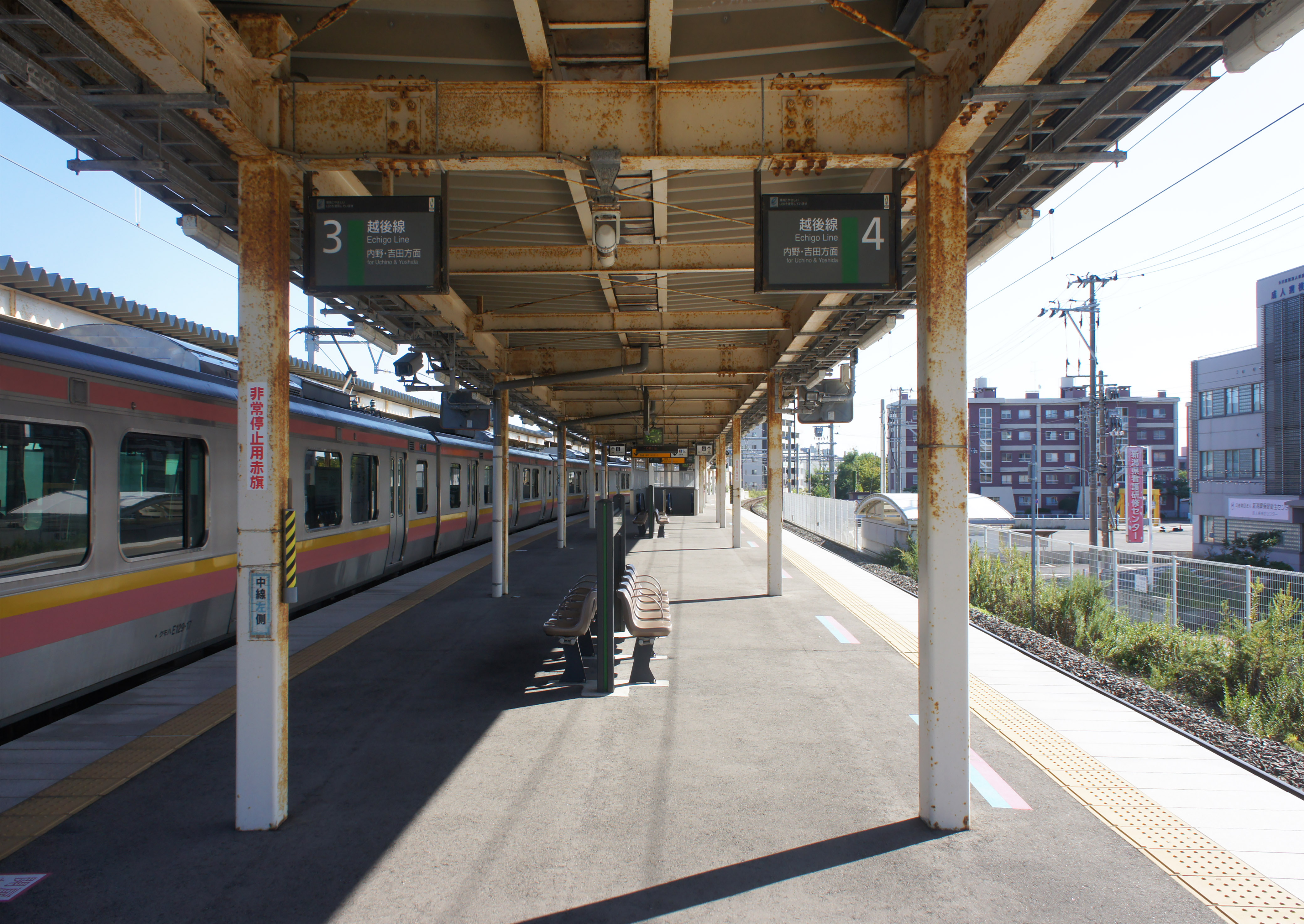
3・4番線ホーム（2021年9月）

## 利用状況
JR東日本によると、2023年度（令和5年度）の1日平均乗車人員は4,695人である。
2000年度（平成12年度）以降の推移は以下のとおりである。
| 1日平均乗車人員推移 | 1日平均乗車人員推移 | 1日平均乗車人員推移 | 1日平均乗車人員推移 | 1日平均乗車人員推移 |
| 年度                | 定期外              | 定期                | 合計                | 出典                |
| ------------------- | ------------------- | ------------------- | ------------------- | ------------------- |
| 2000年（平成12年）  |                     |                     | 6,004               | [ 利用客数 2 ]      |
| 2001年（平成13年）  |                     |                     | 5,947               | [ 利用客数 3 ]      |
| 2002年（平成14年）  |                     |                     | 5,980               | [ 利用客数 4 ]      |
| 2003年（平成15年）  |                     |                     | 6,010               | [ 利用客数 5 ]      |
| 2004年（平成16年）  |                     |                     | 5,423               | [ 利用客数 6 ]      |
| 2005年（平成17年）  |                     |                     | 5,267               | [ 利用客数 7 ]      |
| 2006年（平成18年）  |                     |                     | 5,121               | [ 利用客数 8 ]      |
| 2007年（平成19年）  |                     |                     | 5,176               | [ 利用客数 9 ]      |
| 2008年（平成20年）  |                     |                     | 5,275               | [ 利用客数 10 ]     |
| 2009年（平成21年）  |                     |                     | 5,292               | [ 利用客数 11 ]     |
| 2010年（平成22年）  |                     |                     | 5,363               | [ 利用客数 12 ]     |
| 2011年（平成23年）  |                     |                     | 5,147               | [ 利用客数 13 ]     |
| 2012年（平成24年）  | 936                 | 4,175               | 5,112               | [ 利用客数 14 ]     |
| 2013年（平成25年）  | 1,017               | 4,353               | 5,371               | [ 利用客数 15 ]     |
| 2014年（平成26年）  | 1,049               | 4,192               | 5,241               | [ 利用客数 16 ]     |
| 2015年（平成27年）  | 1,064               | 4,372               | 5,437               | [ 利用客数 17 ]     |
| 2016年（平成28年）  | 1,083               | 4,333               | 5,416               | [ 利用客数 18 ]     |
| 2017年（平成29年）  | 1,044               | 4,315               | 5,360               | [ 利用客数 19 ]     |
| 2018年（平成30年）  | 1,045               | 4,289               | 5,334               | [ 利用客数 20 ]     |
| 2019年（令和元年）  | 1,012               | 4,347               | 5,360               | [ 利用客数 21 ]     |
| 2020年（令和02年）  | 657                 | 3,684               | 4,342               | [ 利用客数 22 ]     |
| 2021年（令和03年）  | 777                 | 3,477               | 4,255               | [ 利用客数 23 ]     |
| 2022年（令和04年）  | 892                 | 3,526               | 4,418               | [ 利用客数 24 ]     |
| 2023年（令和05年）  | 959                 | 3,736               | 4,695               | [ 利用客数 1 ]      |

## 駅周辺
駅周辺の白山地区は古くからの住宅地で、北口駅前広場周辺には交番、飲食店、ドラッグストアなどがあり、タクシーもロータリー内に常駐している。また、付近は公共施設や文教施設が集中しており、通勤・通学での利用が多い駅である。
かつては北口側を経由する国道8号（※当時は国道だった時代は国道17号も同時に重複していた、現在の県道164号および市道）上を新潟交通電車線の併用軌道区間が経由しており、戦前の一時期には当駅付近に白山駅前停留場が設けられていた。同電車線は1992年（平成4年）の併用軌道区間の廃止を手始めに段階的に廃止され、1999年（平成11年）まで残った東関屋駅 - 月潟駅間の廃止で全線廃止となった。この道路は併用軌道区間の営業当時は通称「電車通り」と呼ばれていたが、廃止に際して実施された沿線世帯を対象とするアンケートにより、愛称は「はくさん通り」となった。ただし、今日でも新潟市のBRTのホームページをはじめ、公にも便宜上「旧電車通り」という呼称が使用される場合がある。

### 北口側
- 新潟県道164号白山停車場女池線、新潟市道中央2-156号線（はくさん通り、旧電車通り）
- 新潟市道寄居浜女池線2号（白山跨道橋）
- 新潟中央警察署 白山駅前交番
- マツモトキヨシ甲信越販売 白山駅前店
- NHK新潟放送局
- 新潟県保健衛生センター 本館
- 新潟市立鏡淵小学校
- 新潟市役所[1]
- 新潟大学医学部・歯学部（旭町キャンパス）・医歯学総合病院
- 新潟地方裁判所
- 新潟家庭裁判所
- 新潟少年鑑別所
- 一番堀広場（白山前駅跡地ポケットパーク。旧新潟交通電車線の同駅跡地を整備したもの）
- 白山公園
  - 白山神社[1]
  - 新潟県政記念館
  - 新潟市陸上競技場[1]
  - 新潟市体育館
  - 新潟県民会館
  - 新潟市民芸術文化会館（りゅーとぴあ）
  - 新潟市音楽文化会館
- 新潟県立新潟高等学校
- 新潟県立新潟商業高等学校
- 新潟県立新潟中央高等学校
- 新潟青陵高等学校
- 新潟青陵大学
- 清水フードセンター 関屋店
- 古町愛宕神社
- 新潟市水族館 マリンピア日本海

### 南口側
- 新潟県保健衛生センター 分館（成人病検診センター）
- 公益社団法人新潟県看護協会
- 新潟県立がんセンター新潟病院
- 新潟市立白新中学校
- 新潟理容美容専門学校
- 新潟放送（BSN、TBS系列）
- 信濃川
  - やすらぎ堤

## バス路線
北口駅前広場と南口近隣には、新潟交通グループ（同社および新潟交通観光バス）のバス停留所が設けられている。
北口側の白山駅前停留所は従来、市道（はくさん通り）沿いに設けられていたが、2015年（平成27年）9月5日のBRT路線「萬代橋ライン」の運行開始や既存路線の大規模なダイヤ改正による「新バスシステム」の開業に伴い、同日より北口駅前広場のロータリー内へ移転した。また、これまで北口側を経由していた既存路線バスの大部分が萬代橋ラインに統合されたほか、南口側のがんセンター停留所（県立がんセンター正面玄関ロータリー内）は廃止された。

### 北口側
2024年（令和6年）3月現在、北口駅前広場内の停留所からは、下記の路線バスが発着している。
| のりば | バス停名 | 方面                 | 路線名                     | 系統・行先 | 出典                |
| ------ | -------- | -------------------- | -------------------------- | --- | ------------------- |
| 1      | 白山駅前 | 中心部・青陵大学方面 | ■ BRT 萬代橋ライン         | B10・B11・B13：新潟駅                                                                                                 | [ bus 1 ] [ bus 2 ] |
| 1      | 白山駅前 | 中心部・青陵大学方面 | 白根方面からのダイレクト便 | W70：新潟駅 | [ bus 1 ] [ bus 3 ] |
| 1      | 白山駅前 | 中心部・青陵大学方面 | モーニングライナー         | W46：江南高校前 | [ bus 1 ] [ bus 4 ] |
| 1      | 白山駅前 | 中心部・青陵大学方面 | ■ 青陵L 青陵ライナー       | 青陵L：青陵大学 | [ bus 1 ] [ bus 5 ] |
| 2      | 白山駅前 | 青山方面             | ■ BRT 萬代橋ライン         | - B10：青山 ※一部便は青山から■ W3 寺尾線・■ W4 大堀線に直通 - B11：青山・青山本村・青山一丁目 - B13：青山・西部営業所 | [ bus 1 ] [ bus 2 ] |
| 2      | 白山駅前 | 青山方面             | 白根方面へのダイレクト便   | W70：【快速】白根・潟東営業所                                                                                         | [ bus 1 ] [ bus 3 ] |

付記事項
- 萬代橋ラインの停留所番号は10。快速は当停留所には停車しない。
- 寺尾線・大堀線直通便の行先は「イオン新潟青山ショッピングセンター#青山バス停」を参照。
- W70系統の快速ダイレクト便は、新潟駅前 - 第一高校前間は萬代橋ラインと同経路で各停留所に停車。東関屋と関屋大川前は通過し、青山は経由しない。

### 南口側
2024年（令和6年）3月現在、南口側の市道（川岸町通り）沿いのがんセンター前交差点角に位置する停留所からは、下記の路線バスが発着している。
| のりば位置             | バス停名               | 方面       | 路線名                    | 路線名                 | 系統・行先                                | 出典       |
| ---------------------- | ---------------------- | ---------- | ------------------------- | ---------------------- | ----------------------------------------- | ---------- |
| （駐車場前）           | がんセンター前         | 市役所方面 | ■ C1 県庁線               | ■ C1 県庁線            | C10：陸上競技場前・市役所前               | [ bus 6 ]  |
| （駐車場前）           | がんセンター前         | 市役所方面 | ■ S1 市民病院線           | ■ S1 市民病院線        | S10：陸上競技場前・市役所前・新潟大学病院 | [ bus 7 ]  |
| （デイリーヤマザキ前） | がんセンター前         | 県庁方面   | ■ C1 県庁線               | ■ C1 県庁線            | C10：県庁・新潟駅南口                     | [ bus 6 ]  |
| （デイリーヤマザキ前） | がんセンター前         | 県庁方面   | ■ S1 市民病院線           | ■ S1 市民病院線        | S10：県庁・新潟市民病院                   | [ bus 7 ]  |
| （デイリーヤマザキ前） | がんセンター前         | 県庁方面   | 県内高速 （ときライナー） | N 長岡線               | 長岡駅                                    | [ bus 8 ]  |
| （デイリーヤマザキ前） | がんセンター前         | 県庁方面   | 県内高速 （ときライナー） | T 十日町線             | 十日町車庫                                | [ bus 9 ]  |
| （デイリーヤマザキ前） | がんセンター前         | 県庁方面   | 県内高速 （ときライナー） | K 柏崎線               | 柏崎駅                                    | [ bus 10 ] |
| （デイリーヤマザキ前） | がんセンター前         | 県庁方面   | 県内高速 （ときライナー） | J 上越線               | 高田駅・直江津駅                          | [ bus 11 ] |
| （デイリーヤマザキ前） | がんセンター前         | 県庁方面   | 県内高速 （ときライナー） | I 糸魚川線             | 糸魚川駅                                  | [ bus 12 ] |
| （デイリーヤマザキ前） | がんセンター前         | 県庁方面   | 県内高速 （ときライナー） | S 東三条線             | 東三条駅                                  | [ bus 13 ] |
| （デイリーヤマザキ前） | がんセンター前         | 県庁方面   | 県内高速 （ときライナー） | B 燕線                 | 燕駅                                      | [ bus 14 ] |
| （デイリーヤマザキ前） | がんセンター前         | 県庁方面   | 県内高速 （ときライナー） | G 五泉村松線           | 村松駅                                    | [ bus 15 ] |
| （がんセンター玄関）   | がんセンター新潟病院前 | 阿賀町方面 | 阿賀町バス（高速バス）    | 阿賀町バス（高速バス） | 阿賀町バス：津川・上川                    | [ bus 16 ] |

付記事項
- 県庁線・市民病院線は古町・万代シテイ・新潟駅万代口方面へは市役所前でのりかえとなる。

## 隣の駅
東日本旅客鉄道（JR東日本）
■越後線
関屋駅 - 白山駅 - 上所駅

### 記事本文